# Aurelio Roncaglia
Aurelio Roncaglia (* 8. Mai 1917 in Modena; † 28. Juni 2001 in Rom) war ein italienischer Romanist und Mediävist.

## Leben und Werk
Roncaglia, Sohn des Musikwissenschaftlers Gino Roncaglia (1883–1968), studierte (in Pisa, Florenz und Rom) bei Luigi Russo (bei dem er promovierte), Giorgio Pasquali, Clemente Merlo, Michele Barbi, Alfredo Schiaffini und Giulio Bertoni.
Von 1941 bis 1947 leistete er Kriegsdienst und arbeitete in einem Ministerium. Nach dem Krieg war er Assistent von Angelo Monteverdi und lehrte von 1949 bis 1954 als Dozent in Triest, dann als Professor in Pavia. Von 1956 bis 1992 war er Ordinarius für Romanische Philologie an der Universität La Sapienza in Rom.
Roncaglia war Präsident der Société de Linguistique Romane (1983–1986), sowie Mitglied der Accademia dei Lincei (1984), der Académie des Inscriptions et Belles-Lettres (1992) und der Académie royale des Sciences, des Lettres et des Beaux-Arts de Belgique.
Am 28. Juni 2001 starb Aurelio Roncaglia im Alter von 84 Jahren in Rom.

## Werke

### Monografien
- La lingua dei trovatori. Profilo di grammatica storica del provenzale antico, Rom 1965, 1992, 2010
- La lingua d'oïl. Avviamento allo studio del francese antico, Rom 1971, 1993; La lingua d'oïl. Profilo di grammatica del francese antico, Pisa/Rom 2005
- Principi e applicazioni di critica testuale, Rom 1975
- Tristano e anti-Tristano. Dialettica di temi e d'ideologie nella narrativa medievale, Rom 1981
- Le origini della lingua e della letteratura italiana, hrsg. von Anna Ferrari, Turin 2006
- Epica francese medievale, hrsg. von Anna Ferrari und Madeleine Tyssens, Rom 2012

### Herausgebertätigkeit
- Chanson de Roland, Modena 1940, 1947
- Boccaccio, Teseida delle nozze d'Emilia, Bari 1941
- Venticinque poesie dei primi trovatori (Guillem IX, Marcabru, Jaufre Rudel, Bernart de Ventadorn), Modena 1949
- Michelangelo Tanaglia (1437–1512), De agricultura, Bologna 1953
- Poesie d'amore spagnole d'ispirazione melica popolaresca. Dalle kharge mozarabiche a Lope de Vega,  Modena 1953
- Antologia delle letterature medievali d'oc e d'oïl,  Mailand 1961, 1973